# Herrensitz Röthenbach an der Pegnitz I

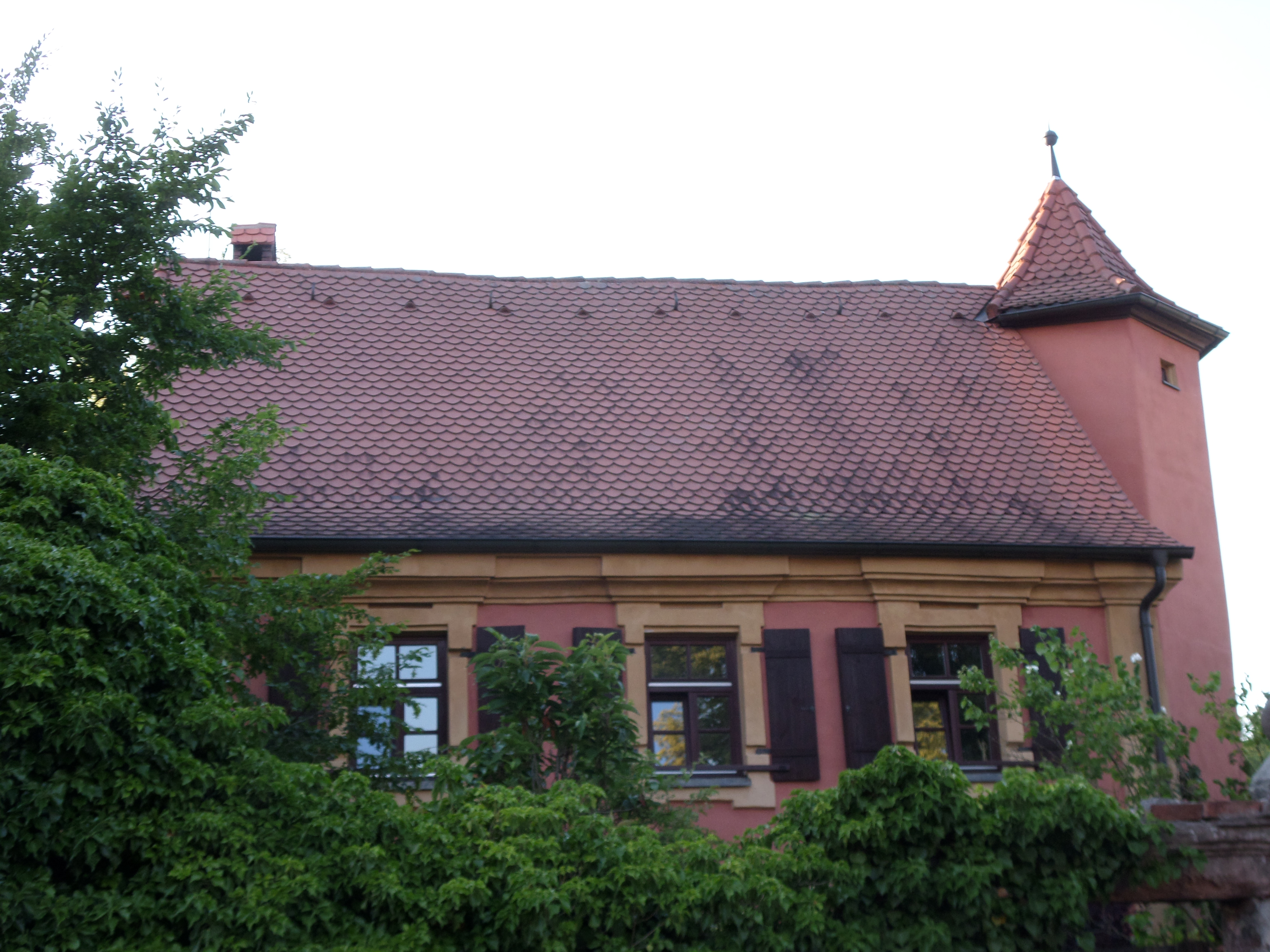
Das Bachmeierschlösschen

Herrensitz Röthenbach an der Pegnitz I (auch Gelbes Schloss oder Bachmeier-Schlösschen) ist ein ehemaliger Herrensitz in Röthenbach an der Pegnitz im Landkreis Nürnberger Land.

## Geschichte
Das Gebäude wurde im Jahr 1434 erstmalig erwähnt. 1531 erwarb der Nürnberger Bürger Lorenz Hentz von Ladislaus Derrer die Grundherrschaft über dieses „Seldengütlein“. Es war zunächst mit der Röthenbacher Papiermühle verbunden, bevor es im Jahr 1695 der Nürnberger Patrizier Johann Friedrich von Trill erwarb. Von ihm wurde es beträchtlich erweitert und zum Herrensitz umgestaltet. Bereits im November 1702 verkaufte er es für 2.100 Gulden an den herzoglich-württembergischen Rat Philipp Karl Hammerer. Der neue Besitzer war bald so verschuldet, dass er 1706 an seinen Hauptgläubiger, den Nürnberger Handelsmann Paul Sauter, verkaufen musste. Nach einigen weiteren Besitzerwechseln kam es im Jahr 1855 als Herrensitz an die Familie Bachmeier. Seit 1890 ist es in Besitz Conrad Conradtys und dessen Familie. Als Eigentümer folgten 1901 der Sohn Friedrich, 1909 dessen Witwe Pauline Johanna Karoline und schließlich deren Söhne Eugen und Ottmar Conradty. Bei der Renovierung 1996 wurde beim Fassadenanstrich nicht mehr das ehemals charakteristische Gelb verwendet.

## Baubeschreibung
Das Baudenkmal ist in der Liste der Baudenkmäler in Röthenbach an der Pegnitz unter Aktennummer D-5-74-152-8 folgendermaßen beschrieben:
Ehem. Herrensitz – zweigeschossiger, massiver, fast quadratischer Satteldachbau, Treppenturm mit Kegeldach, Fassadengliederung, 1695, anschließendes Rückgebäude
zugehörig eingeschossiges Taglöhnerhaus, erste Hälfte 18. Jahrhundert
Hofmauer mit Portal, Sandstein, spätes 17. Jahrhundert/frühes 18. Jahrhundert